# A Star is Born (Soundtrack)
Für die Musik zu A Star is Born arbeiteten Lady Gaga und Bradley Cooper, die im Film in den Hauptrollen zu sehen sind, mit einer Reihe von Country-Musikern zusammen, darunter Lukas Nelson, der auch als Mitglied von Coopers Band in dem Film mitspielt. Für die Pop-orientierten Songs auf dem Soundtrack hat sich Lady Gaga mit ihrem langjährigen Kollegen DJ White Shadow zusammengetan. Der Soundtrack enthält auch Musikstücke von Jason Isbell, Mark Ronson, Diane Warren und Andrew Wyatt. Der Soundtrack wurde am 5. Oktober 2018 veröffentlicht.

## Entstehung

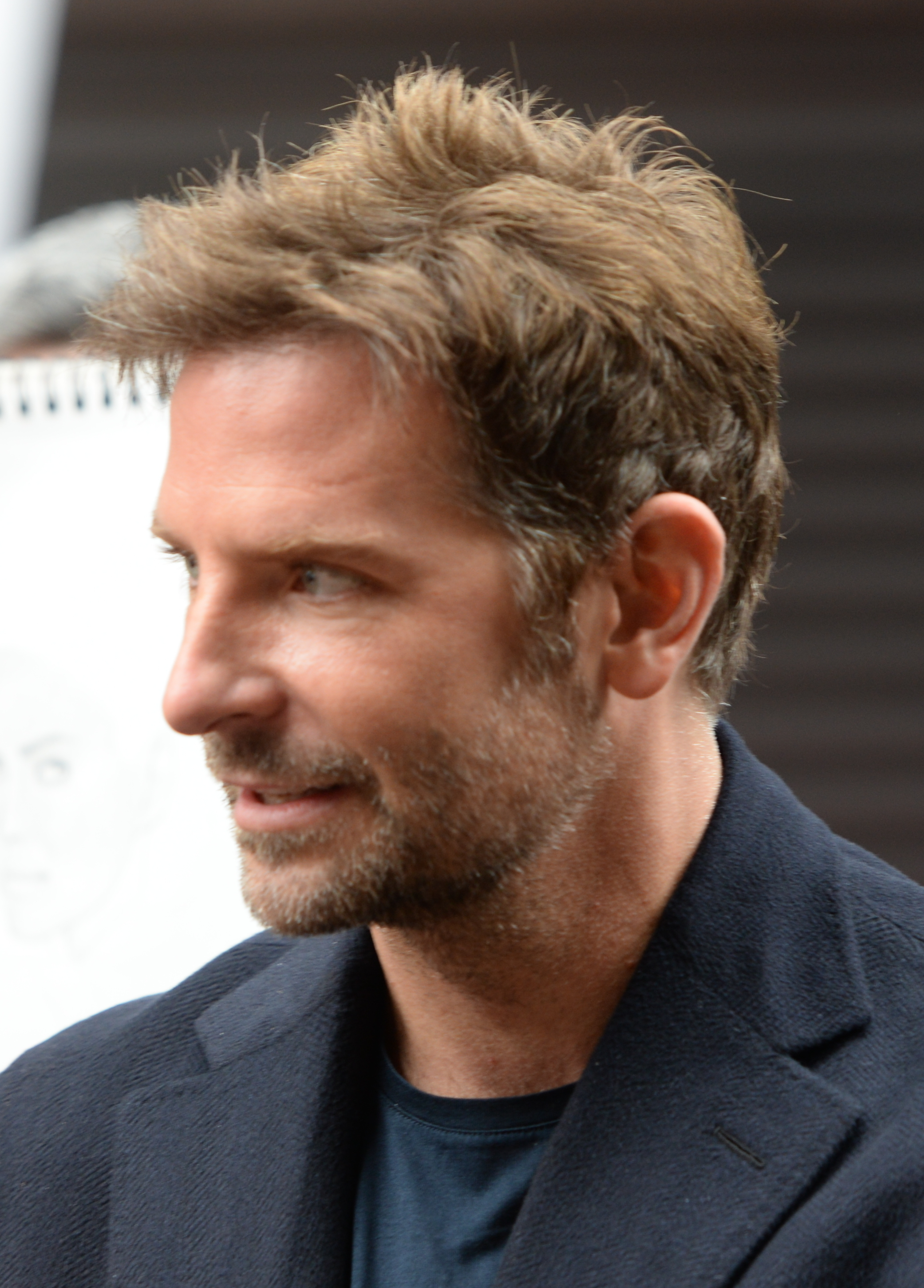
Regisseur Bradley Cooper

Lady Gaga bei der Premiere von A Star is Born beim Toronto International Film Festival

Der Singer-Songwriter Jackson Maine war im Film einst ein Superstar der Country-Musik, doch sein Alter und der Alkoholismus zogen seine eigene Karriere in eine Abwärtsspirale. Sein Gehör wird schwächer, und damit geht auch sein Erfolg zurück. Er ist ein Star geworden, dessen Stern langsam verblasst. Dann jedoch lernt er im Film in einem Drag-Club die Sängerin Ally kennen, die ihm erklärt, sie singe ihre eigenen Lieder nicht, weil sie sich dabei nicht wohlfühle, da ihr fast jeder gesagt habe, dass sie zwar die Art mögen, wie sie singt, nicht jedoch ihr Aussehen. Schnell erkennt Jackson ihr großes musikalisches Talent. Zwischen den beiden entwickelt sich eine leidenschaftliche Liebesbeziehung und Jackson hilft Ally, die ihren Traum fast schon aufgegeben hatte, bei ihrer Karriere. Als Jackson sie ins Rampenlicht stellt, wird sie über Nacht zum Star, doch Allys Karriere stellt schnell seine eigene in den Schatten.
Eine Äußerung von Ally im Film weist autobiografische Merkmale auf. Im wahren Leben hatte Lady Gaga in der Vergangenheit des Öfteren geäußert, dass sie sich nicht besonders schön finde. „Ich bin keine klassische Schönheit. Wenn es eine mathematische Formel für Schönheit gäbe, weiß ich nicht ob ich der Algorithmus wäre.“ Hinter den aufwendigen Kostümen, die für sie wie ein Schutzschild wurden, fühlt sie sich wohler, als komplett natürlich, wie sie sehr selten zu sehen ist. „Diese Outfits, diese Kreationen trage ich, weil ich nicht die Realität sehen will, was Menschen von einem Popstar fordern!“
Die Dreharbeiten von A Star is Born wurden im April 2017 begonnen. Erste Aufnahmen entstanden in Indio, wo Cooper und Lady Gaga beim dortigen Musikfestival gemeinsam auftraten. Am 18. und 19. April 2017 entstanden hier zudem Aufnahmen im Empire Polo Club. Cooper erklärte, dass Lady Gaga, nachdem er sie für den Film gewinnen konnte, darauf bestanden hatte, dass die Songs live aufgenommen werden und dass die Aufführungen an echten Veranstaltungsorten stattfanden. Abgesehen von Coachella entstanden für den Film weitere Aufnahmen von Liveauftritten vom Stagecoach, in Glastonbury und in The Forum.
Cooper verbrachte zweieinhalb Jahre damit, sich auf den Film vorzubereiten und herauszufinden, welche Art von Musiker seine Figur sein sollte. Er arbeitete mit einer Reihe von Musikern und dem Stimmtrainer Roger Love zusammen. Cooper sagte: „Am Ende entwickelte er sich irgendwie zu seiner eigenen Art von Kreation. Wenn ich ein weiteres Jahr der Vorbereitung hätte, wäre es kompletter Rock gewesen, aber jetzt ist es eine Art Hybrid.“ Cooper wandte sich zudem an Lukas Nelson, den Sohn des Countrymusiksängers Willie Nelson, nachdem er ihn im Oktober 2016 bei Desert Trip gesehen hatte, und bat ihn, als Musikberater an dem Film zu arbeiten. Später schrieb Nelson Songs gemeinsam mit Lady Gaga. Nelson und seine Band, Lukas Nelson & Promise of the Real, sind zudem im Film als Coopers Begleitband zu sehen. Lady Gaga arbeitete ihrerseits wieder mit dem Produzenten Mark Ronson und der Songwriterin Hillary Lindsey zusammen, die beide zu ihrem früheren Studioalbum Joanne beigetragen hatten. Sie arbeitete an den Pop-orientierten Nummern des Soundtracks, die von ihrer Figur Ally gespielt werden, mit DJ White Shadow zusammen.
Die gesamte Musik des Films ist original und wurde live am Set aufgenommen. Der Soundtrack enthält auch Beiträge von Jason Isbell, Mark Ronson, Diane Warren und Andrew Wyatt von Miike Snow.

## Veröffentlichung
Der Soundtrack, der insgesamt 34 Dialoge über Musik und Musikstücke umfasst, 19 davon Original-Songs, wurde am 5. Oktober 2018 von Interscope Records als Download und in physischer Form veröffentlicht. Der auf dem Soundtrack enthaltene Song Shallow wurde am 27. September 2018 nebst einem Musikvideo vorab veröffentlicht.

## Titelliste
1. Intro
2. Black Eyes – gesungen von Bradley Cooper, geschrieben und produziert von Bradley Cooper und Lukas Nelson.
3. Somewhere Over The Rainbow
4. Fabulous French
5. La Vie En Rose – gesungen von Lady Gaga, geschrieben von Louiguy und Edith Piaf, produziert von Lady Gaga und Brian Newman.
6. I’ll Wait For You
7. Maybe It’s Time – gesungen von Bradley Cooper, geschrieben von Jason Isbell, produziert von Bradley Cooper und Benjamin Rice.
8. Parking Lot
9. Out of Time – gesungen von Bradley Cooper, geschrieben und produziert von Bradley Cooper und Lukas Nelson.
10. Alibi – gesungen von Bradley Cooper, geschrieben und produziert von Lady Gaga, Bradley Cooper und Lukas Nelson.
11. Trust Me
12. Shallow – gesungen von Lady Gaga und Bradley Cooper, geschrieben von Lady Gaga, Mark Ronson, Anthony Rossomando und Andrew Wyatt, produziert von Lady Gaga und Benjamin Rice.
13. First Stop, Arizona
14. Music To My Eyes – gesungen von Lady Gaga und Bradley Cooper, geschrieben von Lady Gaga und Lukas Nelson, produziert von Lukas Nelson.
15. Diggin’ My Grave – gesungen von Lady Gaga und Bradley Cooper, geschrieben von Paul Kennerley, produziert von Lady Gaga und Lukas Nelson.
16. I Love You
17. Always Remember Us This Way – gesungen von Lady Gaga, geschrieben von Lady Gaga, Natalie Hemby, Hillary Lindsey und Lori McKenna, produziert von Dave Cobb und Lady Gaga.
18. Unbelievable
19. How Do You Hear It?
20. Look What I Found – gesungen von Lady Gaga, geschrieben von Lady Gaga, Mark Nilan Jr., Nick Monson, Paul “DJWS” Balir, Lukas Nelson und Aaron Raitiere, produziert von Lady Gaga, Mark Nilan Jr., Nick Monson und Paul “DJWS” Blair.
21. Memphis
22. Heal Me – gesungen von Lady Gaga, geschrieben von Lady Gaga, Mark Nilan Jr., Nick Monson, Paul “DJWS” Blair, Julia Michaels und Justin Tranter, produziert von Lady Gaga, Mark Nilan Jr., Nick Monson und Paul “DJWS” Blair.
23. I Don’t Know What Love Is – gesungen von Lady Gaga und Bradley Cooper, geschrieben und produziert von Lady Gaga und Lukas Nelson.
24. Vows
25. Is That Alright? – gesungen von Lady Gaga, geschrieben von Lady Gaga, Mark Nilan Jr., Nick Monson, Paul “DJWS” Blair, Lukas Nelson und Aaron Raitiere, produziert von Lady Gaga, Mark Nilan Jr., Nick Monson und Paul “DJWS” Blair.
26. SNL
27. Why Did You Do That? – gesungen von Lady Gaga, geschrieben von Lady Gaga, Diane Warren, Mark Nilan Jr., Nick Monson und Paul “DJWS” Blair, produziert von Lady Gaga, Mark Nilan Jr., Nick Monson und Paul “DJWS” Blair.
28. Hair Body Face – gesungen von Lady Gaga, geschrieben und produziert von Lady Gaga, Mark Nilan Jr., Nick Monson und Paul “DJWS” Blair.
29. Scene 98
30. Before I Cry – gesungen von Lady Gaga, geschrieben und produziert von Lady Gaga, Mark Nilan Jr., Nick Monson und Paul “DJWS” Blair.
31. Too Far Gone – gesungen von Bradley Cooper, geschrieben und produziert von Bradley Cooper und Lukas Nelson.
32. Twelve Notes
33. I’ll Never Love Again (Film Version) – gesungen von Lady Gaga, geschrieben von Lady Gaga, Natalie Hemby, Hillary Lindsey und Aaron Ratiere, produziert von Lady Gaga und Benjamin Rice.
34. I’ll Never Love Again (Extended Version) – gesungen von Lady Gaga, geschrieben von Lady Gaga, Natalie Hemby, Hillary Lindsey und Aaron Ratiere, produziert von Lady Gaga und Benjamin Rice.

## Rezeption

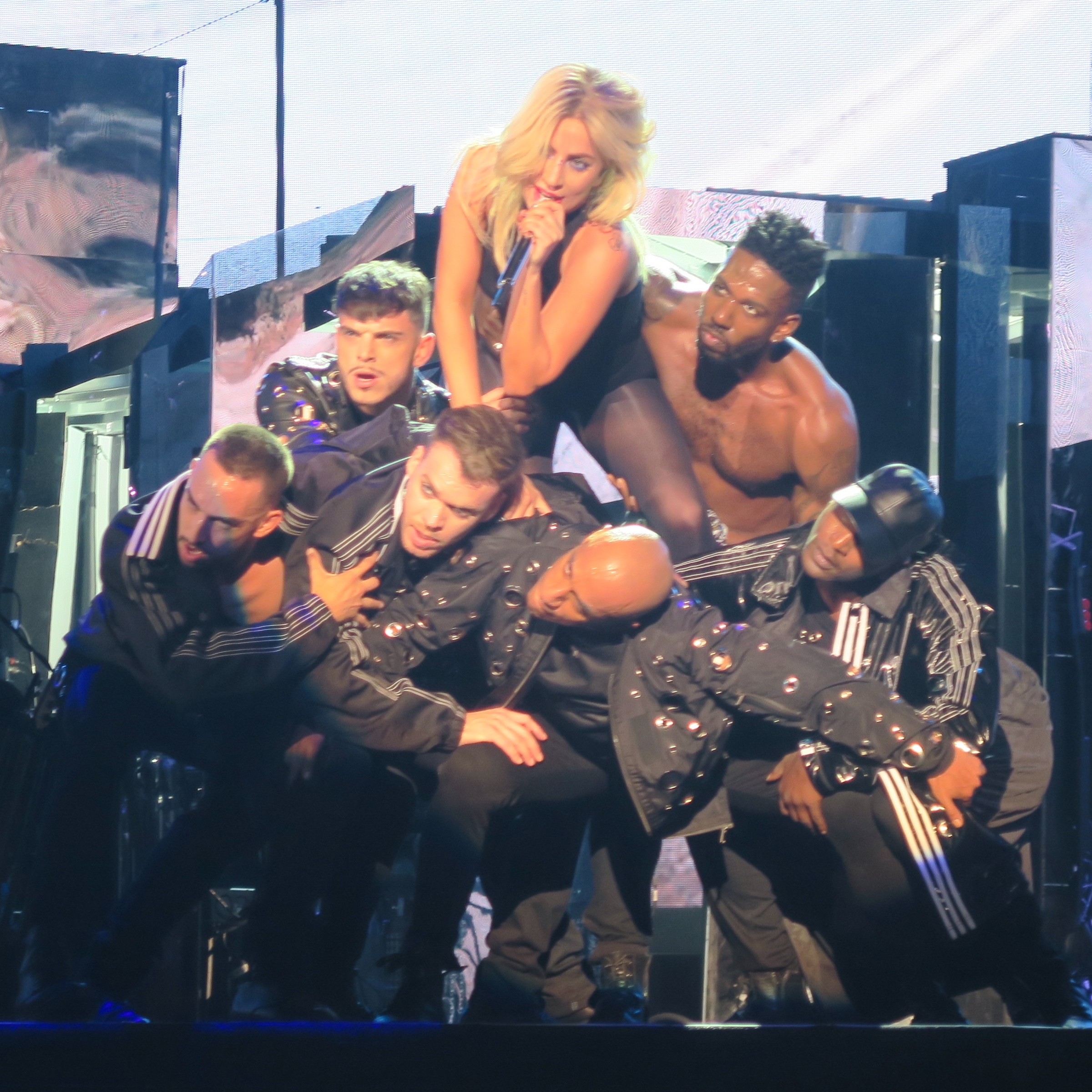
Bradley Cooper und Lady Gaga (Bild) hatten im April 2017 einen Auftritt beim Musikfestival Coachella

### Preise und Nominierungen (Auswahl)
American Music Awards 2019
- Nominierung als Collaboration of the Year (Shallow, Lady Gaga und Bradley Cooper)
- Nominierung als Favorite Soundtrack[17]

British Academy Film Awards 2019
- Auszeichnung für die Beste Filmmusik (Bradley Cooper, Lady Gaga und Lukas Nelson)

Critics’ Choice Movie Awards 2019
- Auszeichnung als Bester Song (Shallow)[18]

Golden Globe Awards 2019
- Auszeichnung als Bester Filmsong (Shallow)[19]

Grammy Awards 2019
- Nominierung als Record of the Year (Shallow, Lady Gaga und Bradley Cooper)
- Auszeichnung als Best Best Pop Duo/Group Performance (Shallow, Lady Gaga und Bradley Cooper)
- Auszeichnung als Best Song Written For Visual Media (Shallow, Lady Gaga und Bradley Cooper)
- Nominierung als Song of the Year (Shallow, Lady Gaga)

Grammy Awards 2020
- Auszeichnung als Best Compilation Soundtrack for Visual Media (Lady Gaga und Bradley Cooper)
- Nominierung als Song of the Year (Always Remember Us This Way, Lady Gaga)
- Auszeichnung als Best Song Written For Visual Media (I’ll Never Love Again)[20]

Hollywood Music in Media Awards 2018
- Nominierung als Bester Filmsong (Shallow, Lady Gaga, Mark Ronson, Anthony Rossomando, Andrew Wyatt und Bradley Cooper)[21]

Los Angeles Online Film Critics Society Awards 2019
- Nominierung als Bester Song (Shallow)

MTV Movie & TV Awards 2019
- Auszeichnung für den Besten musikalischen Moment (Shallow)

Online Film Critics Society Awards 2019
- Auszeichnung für die Besten Songs[22]

Oscarverleihung 2019
- Auszeichnung als Bester Song (Shallow, Lady Gaga, Mark Ronson, Anthony Rossomando und Andrew Wyatt)

Satellite Awards 2018
- Nominierung als Bester Song (Shallow)[23]

Teen Choice Awards 2019
- Nominierung in der Kategorie Choice Collaboration (Shallow, Lady Gaga und Bradley Cooper)[24]

World Soundtrack Awards 2019
- Auszeichnung als Bester Filmsong des Jahres (Shallow)[25]

### Rezensionen
Laura Eberle von Moviepilot meint, Lady Gaga distanziere sich in A Star is Born musikalisch von ihren Anfängen als Künstlerin vor ziemlich genau 10 Jahren und knüpfe stilistisch eher an ihr 2016 erschienenes Album Joanne an.
Billboard beschreibt den Soundtrack als integral für die Handlung des Films. Viele der Song handeln von dem Verlangen und der Sehnsucht nach Veränderung, einige drückten die große Liebe und Verbundenheit füreinander/zwischen dem Rockstar Cooper und Ally aus.
Mark Kennedy von der Washington Post meint, von bluesigem Rock über Country bis zu Bubble Gum Pop seien die 19 Original-Songs abwechslungsreich und machten süchtig. Man habe gewusst, dass Lady Gaga zu Großartigem fähig ist, so Kennedy, doch das eigentliche Wunder sei Bradley Coopers Musikalität: „Wir machen uns oft über Schauspieler lustig, die sich danach sehnen, ein Rockstars zu sein, aber Cooper zeigt echte Fähigkeiten am Mikrofon.“
Auch Kerstin Kratochwill von laut.de meint, die Solo-Stücke von Cooper überraschten, der in seiner Rolle als grimmiger, grantliger Country-Blues-Sänger alles gebe und so beide Figuren zu einem authentischen Pärchen zusammenführe, deren Duette den Soundtrack tragen und der so das Potential in sich trage, eine ganze Generation in Sachen Musikfilm zu prägen.
Über Shallow schreibt Brian Truitt von USA Today, der eingängige und dramatische Song könnte ein Hit werden, insbesondere aber ein Liebling in Karaoke-Bars.
Shallow wurde von Warner Bros. bei den Oscars eingereicht und wurde dort als bester Song ausgezeichnet.

## Kommerzieller Erfolg

### Chartplatzierungen
Wenige Stunden nach der Veröffentlichung erreichte das Album die Spitze der US-amerikanischen und auch der internationalen iTunes-Charts. Am 12. Oktober 2018 stieg das Album auf Platz eins in die Soundtrack-Albumcharts und der Albumcharts im Vereinigten Königreich ein. In der gleichen Woche setzte sich der Soundtrack an die Spitze der US-amerikanischen Billboard 200. Mit dem fünften Album auf Platz eins innerhalb eines Jahrzehnts avancierte Lady Gaga damit zur erfolgreichsten Künstlerin in den US-amerikanischen Albumcharts für diesen Zeitraum.
| ChartsChartplatzierungen       | Höchstplatzierung | Wochen |
| ------------------------------ | ----------------- | ------ |
| Deutschland (GfK)              | 4 (58 Wo.)        | 58     |
| Österreich (Ö3)                | 2 (101 Wo.)       | 101    |
| Schweiz (IFPI)                 | 1 (125 Wo.)       | 125    |
| Vereinigte Staaten (Billboard) | 1 (104 Wo.)       | 104    |
| Vereinigtes Königreich (OCC)   | 1 (64 Wo.)        | 64     |

| ChartsJahrescharts (2018)      | Platzierung |
| ------------------------------ | ----------- |
| Deutschland (GfK)              | 42          |
| Österreich (Ö3)                | 9           |
| Schweiz (IFPI)                 | 7           |
| Vereinigte Staaten (Billboard) | 37          |
| Vereinigtes Königreich (OCC)   | 7           |

| ChartsJahrescharts (2019)      | Platzierung |
| ------------------------------ | ----------- |
| Deutschland (GfK)              | 26          |
| Österreich (Ö3)                | 12          |
| Schweiz (IFPI)                 | 2           |
| Vereinigte Staaten (Billboard) | 3           |
| Vereinigtes Königreich (OCC)   | 9           |

| ChartsJahrescharts (2020)      | Platzierung |
| ------------------------------ | ----------- |
| Schweiz (IFPI)                 | 57          |
| Vereinigte Staaten (Billboard) | 137         |

### Auszeichnungen für Musikverkäufe
| Land/Region                  | Auszeichnungen für Musikverkäufe (Land/Region, Auszeichnung, Verkäufe) | Verkäufe  |
| ---------------------------- | ---------------------------------------------------------------------- | --------- |
| Australien (ARIA)            | 3× Platin                                                              | 210.000   |
| Belgien (BRMA)               | Gold                                                                   | 10.000    |
| Dänemark (IFPI)              | 6× Platin                                                              | 120.000   |
| Deutschland (BVMI)           | Platin                                                                 | 200.000   |
| Finnland (IFPI)              | Platin                                                                 | 20.000    |
| Frankreich (SNEP)            | Diamant                                                                | 500.000   |
| Italien (FIMI)               | 3× Platin                                                              | 150.000   |
| Kanada (MC)                  | 3× Platin                                                              | 240.000   |
| Neuseeland (RMNZ)            | 6× Platin                                                              | 90.000    |
| Norwegen (IFPI)              | 4× Platin                                                              | 80.000    |
| Österreich (IFPI)            | 3× Platin                                                              | 45.000    |
| Polen (ZPAV)                 | 2× Diamant                                                             | 200.000   |
| Portugal (AFP)               | Platin                                                                 | 15.000    |
| Schweiz (IFPI)               | Platin                                                                 | 20.000    |
| Singapur (RIAS)              | Platin                                                                 | 10.000    |
| Spanien (Promusicae)         | Gold                                                                   | 20.000    |
| Vereinigte Staaten (RIAA)    | 2× Platin                                                              | 2.000.000 |
| Vereinigtes Königreich (BPI) | 2× Platin                                                              | 600.000   |
| Insgesamt                    | 2× Gold · 37× Platin · 3× Diamant ·                                    | 4.530.000 |

Hauptartikel: Lady Gaga/Auszeichnungen für Musikverkäufe

## Verwendung in anderen Kunstformen
Anfang Oktober 2018 bewarb das Musikerduo Twenty One Pilots das ebenfalls am 5. Oktober 2018 veröffentlichte Album Trench mit einem Plakat, das in Schriftgestaltung und Bildaufbau dem Design des Covers des Soundtrack-Albums zum Film entsprach und Joshua William Dun und Tyler Joseph in einer an dieses Motiv angelehnten Pose zeigt.